# La voz Senior (programa de televisión mexicano)
La Voz Senior (en español para The Voice Senior) es un reality show de talentos mexicano que se estrenó el 15 de julio de 2019 en Azteca Uno. Se basa y es parte de The Voice Senior Creado por el productor de televisión John de Mol.
Cuando TV Azteca adquirió el formato de La Voz en 2019 de Televisa, anunciaron que también producirían La Voz Senior, para mayores de 55 años.

## Formato
El programa consta de tres fases: audición a ciegas, fase eliminatoria y final. Cuatro jueces/entrenadores, todos destacados artistas discográficos, eligen equipos de concursantes a través de un proceso de audición a ciegas (6 miembros en la temporada 1, 3 y 12 miembros en la temporada 2).

### Primera fase – Las audiciones a ciegas
Cada juez tiene la duración de la actuación del audicionista (aproximadamente un minuto) para decidir si quiere a ese cantante en su equipo; Si dos o más jueces quieren al mismo cantante (como sucede con frecuencia), el cantante tiene la elección final del entrenador. En la tercera temporada, apareció el botón de bloqueo donde un entrenador podía evitar que otro entrenador consiguiera un concursante.

### Segunda Fase – Las Eliminatorias
En esta fase dos artistas del mismo equipo cantan una canción individual y su entrenador elige al ganador. En el formato Senior no hay robos disponibles.

### Tercera Fase – El Final
En la Final, cada artista compite para recibir el voto de su entrenador y del público. El artista con la mayor cantidad de votos de cada equipo avanza a la siguiente ronda. En la última ronda, el artista mejor votado gana el título como The Voice 'Senior' de su país, junto con su entrenador.

## Entrenadores y anfitriones
La primera temporada cuenta con Ricardo Montaner, Belinda, Yahir y Lupillo Rivera como entrenadores, y Jimena Pérez como presentadora, igual que la octava temporada de la versión para adultos La Voz..El rodaje de la segunda temporada comenzó en septiembre de 2020, revelando a Belinda, Montaner y Yahir regresando como entrenadores, acompañados por María José, reemplazando a Rivera. Pérez también fue reemplazada en la segunda temporada por Eddy Vilard.

### Coaches
| Canal            |      |      |
| Edición          | 1    | 2    |
| Año              | 2019 | 2021 |
| ---------------- | ---- | ---- |
| Ricardo Montaner |      |      |
| Yahir            |      |      |
| Belinda          |      |      |
| Lupillo Rivera   |      |      |
| María José       |      |      |

### Galería de entrenadores

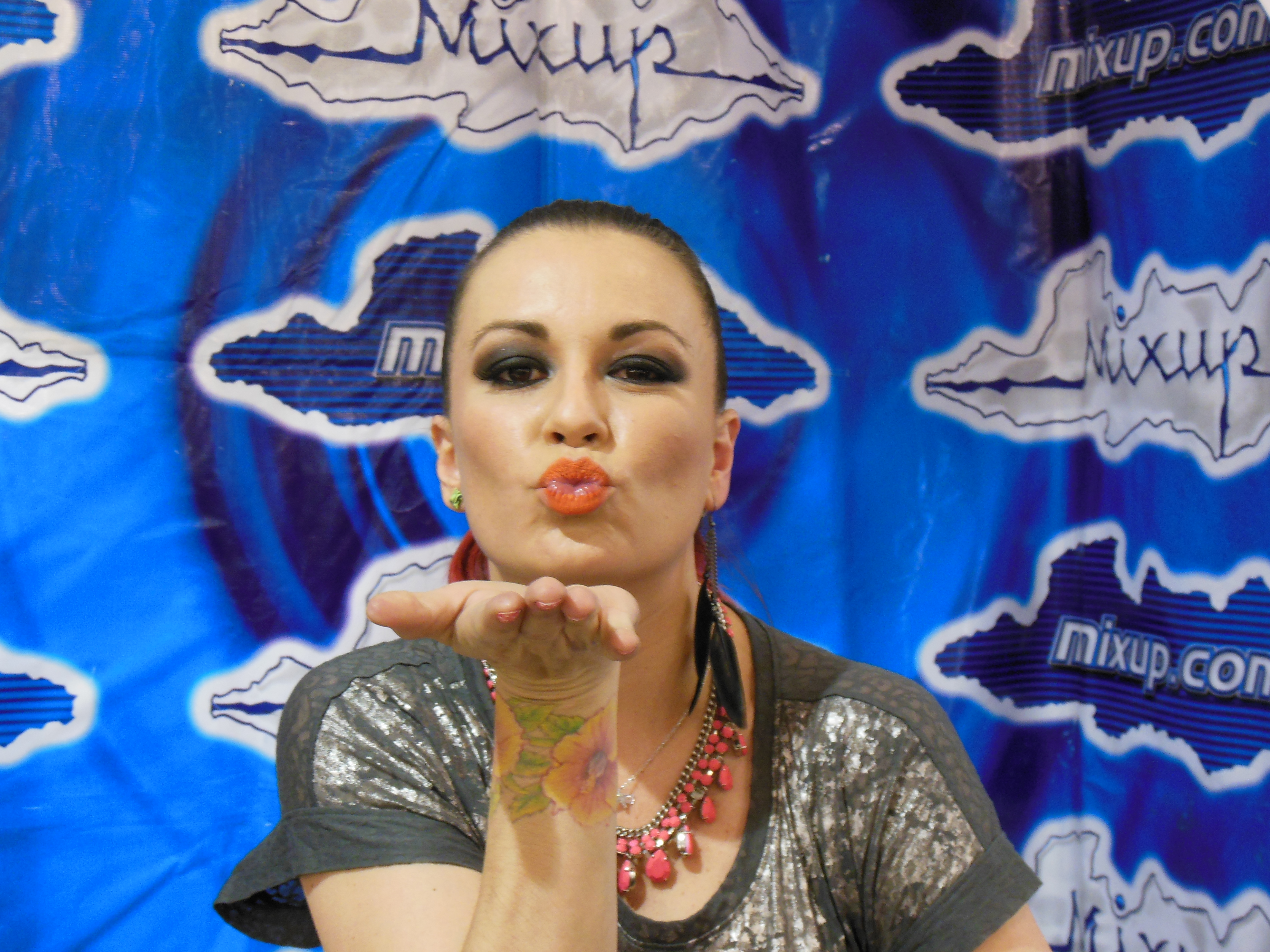
María José (2021)
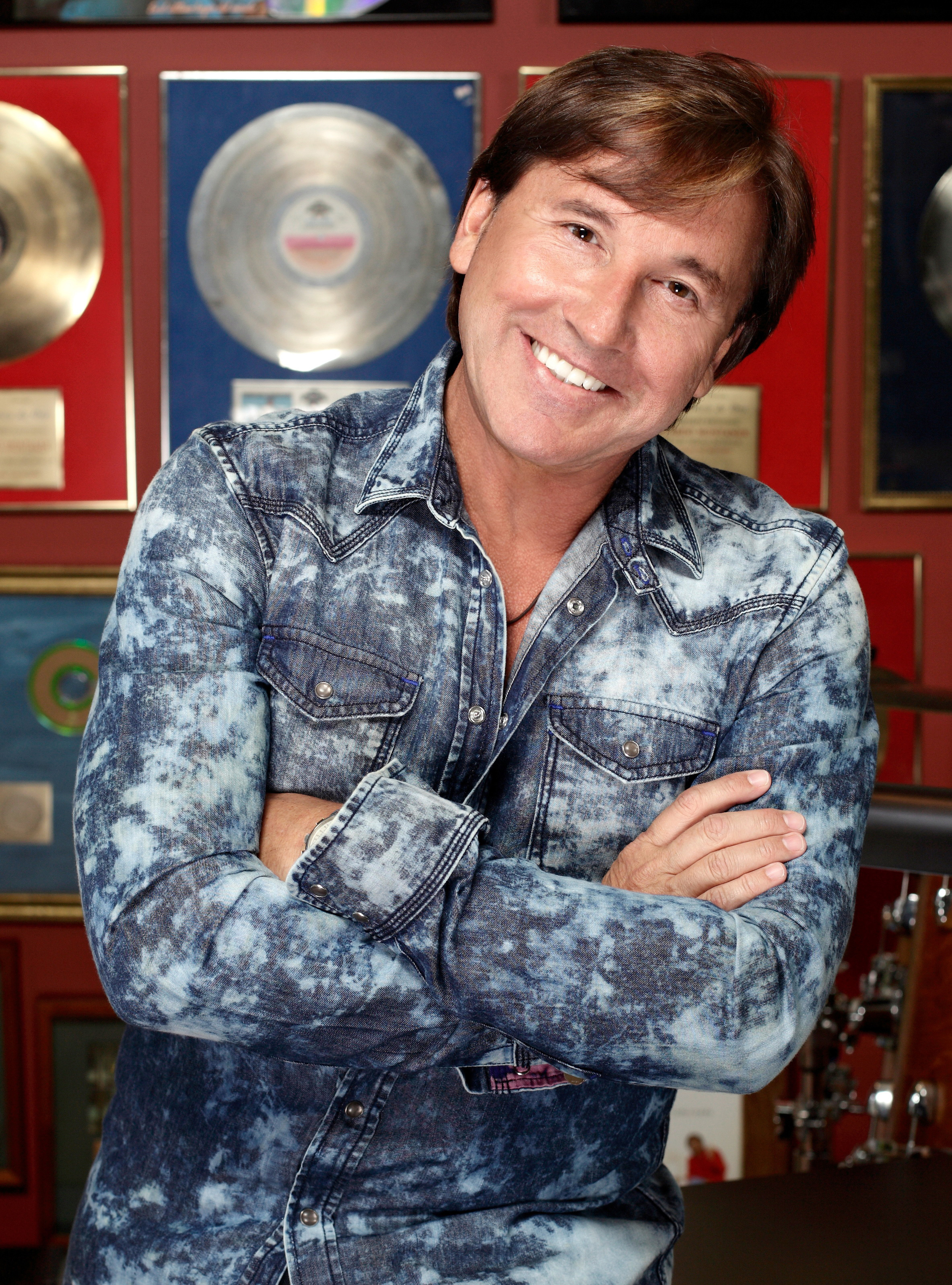
Ricardo Montaner (2019, 2021)
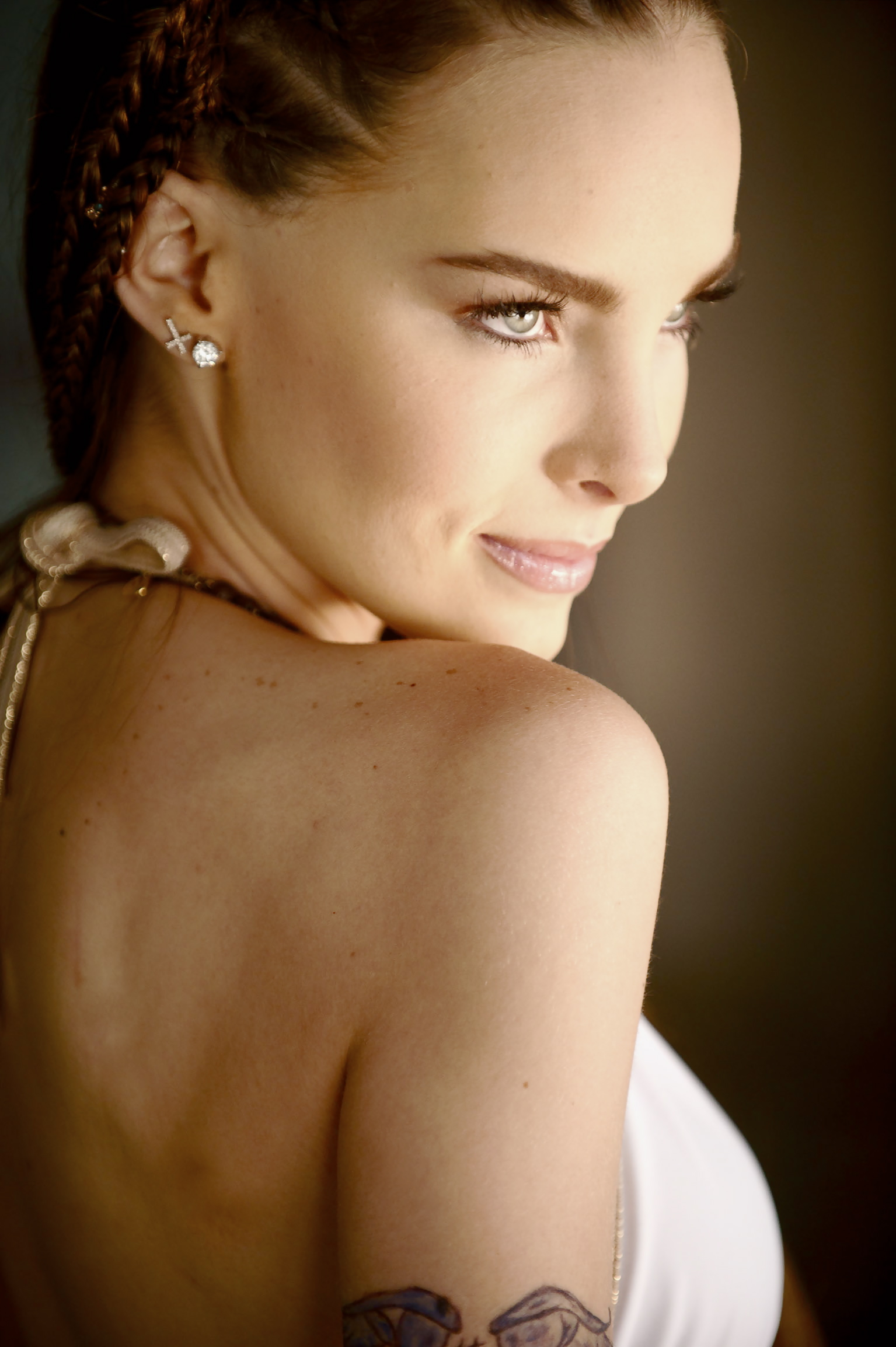
Belinda (2019, 2021)
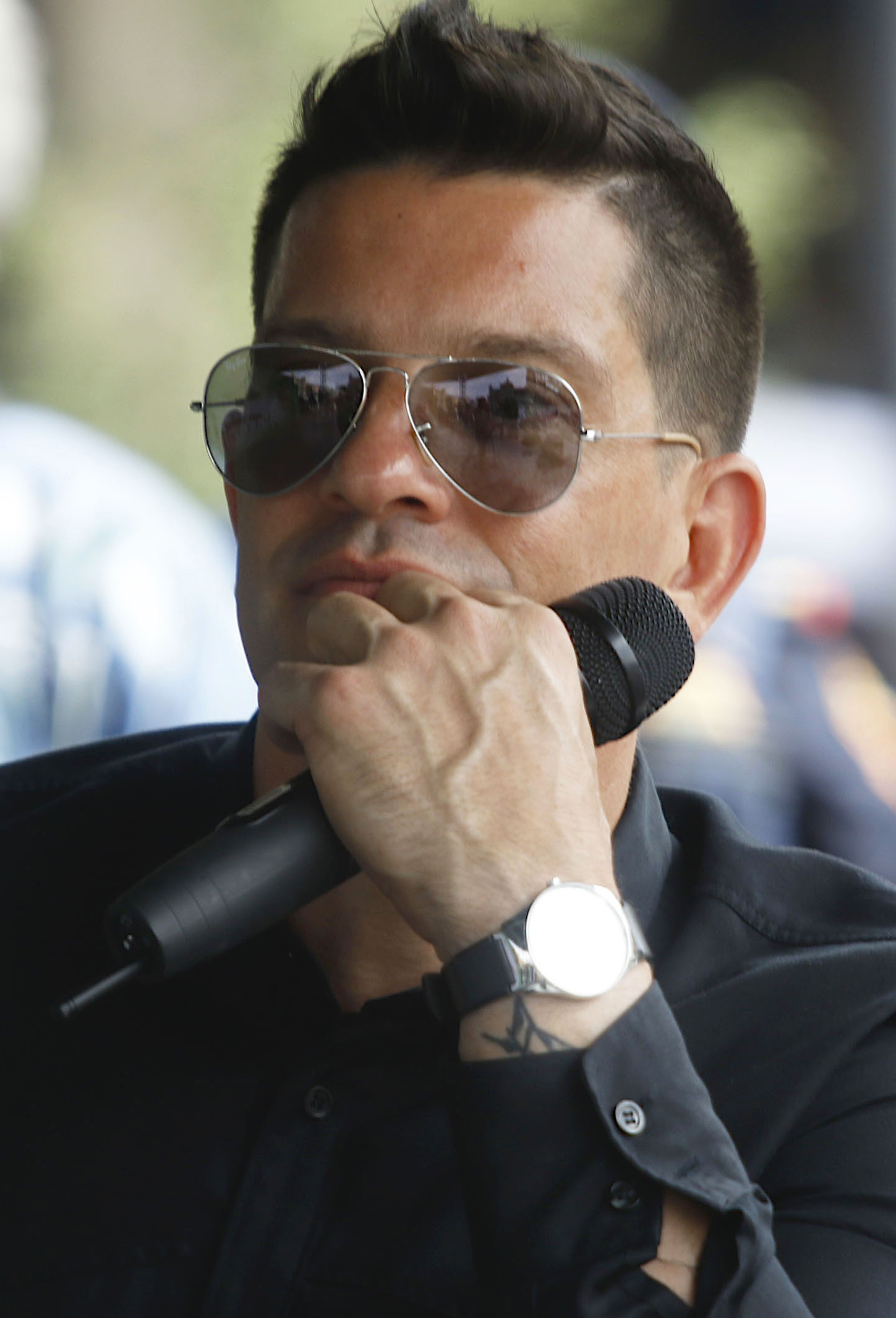
Yahir (2019, 2021)
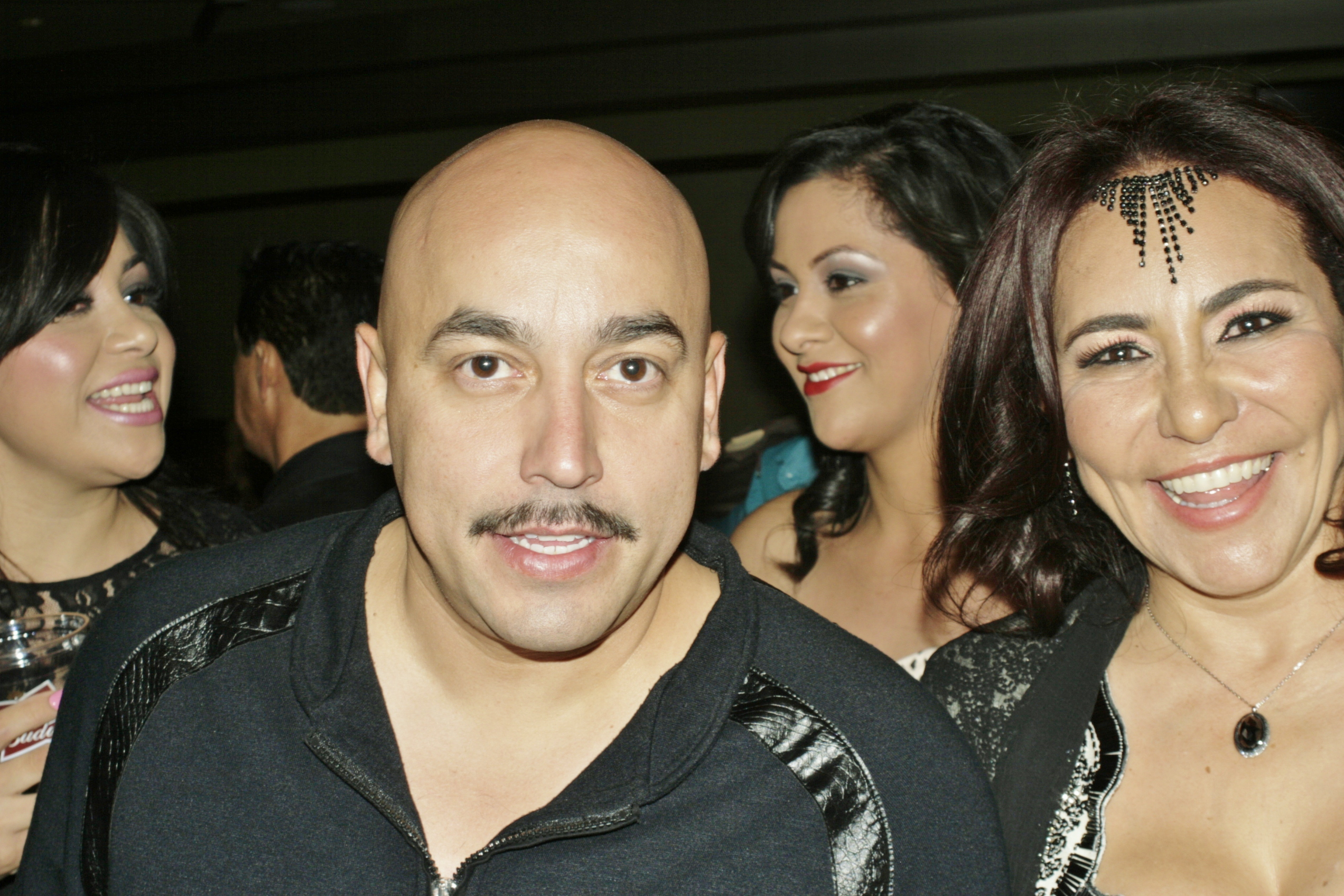
Lupillo Rivera (2019)

## Equipos ha Ash
1.º lugar
     2.º lugar
     3.º lugar
     4.º lugar
- Los finalistas de cada equipo están ubicados al principio de la lista, en negrita.
- Los participantes están listados en el orden en el cual fueron siendo eliminados.
- Los participantes están ordenados según la temporada en la cual han participado y el entrenador con el que participaron.
- Los nombres escritos en cursivas son los participantes que han sido eliminados.

| Temporada | Coaches                                            | Coaches                                                        | Coaches                                                       | Coaches                                                |
| 1         | Ricardo Montaner                                   | Yahir                                                          | Belinda                                                       | Lupillo Rivera                                         |
| --------- | -------------------------------------------------- | -------------------------------------------------------------- | ------------------------------------------------------------- | ------------------------------------------------------ |
| 1         | - Salvador Rivera - Xavier Gibler - Noel Rodriguez | - Cuca Tena - Sergio Jiménez - Mario Sanabria                  | - Genaro Palacios - Maggie Mei - Durcy Denys                  | - Jorge Orozco - Robertha - Yamel Kuri                 |
| 2         | Yahir                                              | María José                                                     | Belinda                                                       | Ricardo Montaner                                       |
| 2         | - Mr. Clayton - La Istmeña - Jimmy - Freddy Persa  | - Rossy Rodríguez - Hilda Gil - Lucero Campos - Armando Valdéz | - Baby Bátiz - Enrique Avilés - Viola Dorantes - Raúl Álvarez | - Omar Alexander - Manolo - Juan Manuel - Rossy Guizar |

## Resumen
| - Equipo Ricardo - Equipo Yahir - Equipo Belinda - Equipo Lupillo | - Equipo Maria |

| Temporada | Estreno             | Final               | La voz Senior   | Segundo Lugar   | Otros finalistas | Preparador ganador | Presentador  | Backstage | Coaches          | Coaches    | Coaches | Coaches          |
| Temporada | Estreno             | Final               | La voz Senior   | Segundo Lugar   | Otros finalistas | Preparador ganador | Presentador  | Backstage | 1                | 2          | 3       | 4                |
| --------- | ------------------- | ------------------- | --------------- | --------------- | ---------------- | ------------------ | ------------ | --------- | ---------------- | ---------- | ------- | ---------------- |
| 1         | 15 de julio de 2019 | 30 de julio de 2019 | Salvador Rivera | Genaro Palacios | Cuca Tena        | Ricardo Montaner   | Jimena Pérez | N/A       | Ricardo Montaner | Yahir      | Belinda | Lupillo Rivera   |
| 1         | 15 de julio de 2019 | 30 de julio de 2019 | Salvador Rivera | Genaro Palacios | Jorge Orozco     | Ricardo Montaner   | Jimena Pérez | N/A       | Ricardo Montaner | Yahir      | Belinda | Lupillo Rivera   |
| 2         | 27 de abril de 2021 | 31 de mayo de 2021  | Omar Alexander  | Bebé Bátiz      | Rossy Rodríguez  | Ricardo Montaner   | Eddy Vilard  | N/A       | Yahir            | María José | Belinda | Ricardo Montaner |
| 2         | 27 de abril de 2021 | 31 de mayo de 2021  | Omar Alexander  | Bebé Bátiz      | Mr. Clayton      | Ricardo Montaner   | Eddy Vilard  | N/A       | Yahir            | María José | Belinda | Ricardo Montaner |

## Temporadas

### Primera temporada (2019)

#### Coaches
| Nombre           | Edad    | Descripción            | Estilo musical                                |
| ---------------- | ------- | ---------------------- | --------------------------------------------- |
| Ricardo Montaner | 61 años | Estrella Internacional | Latin pop, Balada romántica                   |
| Belinda          | 29 años | Artista Internacional  | Latin pop, pop rock, dance-pop, electropop    |
| Yahir            | 40 años | Artista Nacional       | Latin pop, Balada romántica                   |
| Lupillo Rivera   | 47 años | Artista Regional       | Norteño, Ranchera, Banda sinaloense, Mariachi |

#### Equipos
|    |                  | Equipo Ricardo  | Equipo Belinda  | Equipo Yahir    | Equipo Lupillo |
| -- | ---------------- | --------------- | --------------- | --------------- | -------------- |
|    | 01               | Salvador Rivera | Genaro Palacios | Cuca Tena       | Jorge Orozco   |
| 02 | Noel Rodríguez   | Maggie Mei      | Mario Sanabria  | Robertha        |                |
| 03 | Xavier Gibler    | Denys Durcy     | Sergio Jiménez  | Yamel Kuri      |                |
| 04 | Patricia Martín  | Marisol Armonía | Michelet        | Alfredo Jiménez |                |
| 05 | Guadalupe Divina | Patty Ortiz     | Atala Chávez    | Paco Rodríguez  |                |
| 06 | Ángeles Jiménez  | Mara Monteros   | Lety Grey       | Laura Estela    |                |

     La voz Senior México
     Segundo finalista
     Tercer finalista
     Cuarto finalista
     Concursante eliminado en la final
     Concursante eliminado en los Knockouts

### Segunda temporada (2021)

#### Coaches
| Nombre           | Edad    | Descripción            | Estilo musical                                    |
| ---------------- | ------- | ---------------------- | ------------------------------------------------- |
| Ricardo Montaner | 63 años | Estrella Internacional | Latin pop, Balada romántica                       |
| Belinda          | 31 años | Artista Internacional  | Latin pop, pop rock, dance-pop, electropop        |
| María José       | 45 años | Artista Internacional  | Latin pop, pop rock, Rock, Balada romántica, soul |
| Yahir            | 42 años | Artista Nacional       | Latin pop, Balada romántica                       |

#### Equipos
|    |                   | Equipo Ricardo  | Equipo Belinda    | Equipo María José  | Equipo Yahir  |
| -- | ----------------- | --------------- | ----------------- | ------------------ | ------------- |
|    | 01                | Omar Alexander  | Bebé Batíz        | Rossy Rodríguez    | Señor Clayton |
| 02 | Manolo            | Enrique Avilés  | Hilda Gil         | La Istmeña         |               |
| 03 | Rossy Guizar      | Viola Dorantes  | Lucero Campos     | Freddy Persa       |               |
| 03 | Juan Manuel       | Raúl Álvarez    | Armando Valdez    | Palanqueta         |               |
| 04 | Abbel Kaanan      | Carlos Oceguera | Manuel Beltrán    | Letty Marrón       |               |
| 05 | Marta Bella       | Alinna          | Raúl Lerma        | Lolita Enríquez    |               |
| 06 | Zoila Regina      | Roy Flores      | Tonny zorro       | Adaliz             |               |
| 07 | Miguel Ángel      | Sol de México   | José Luis Acevedo | Juan José Castillo |               |
| 08 | Rosa Velia        | Ángel Alonso    | Juan Manuel       | Pipa               |               |
| 09 | Francisco Navarro | Chicho Barragán | Luis Jorge        | José Gerardo       |               |
| 10 | Maximino Juárez   | Arturo Masson   | José Becerra      | Antonio Gaytán     |               |
| 11 | Any Ochoa         | Raúl Canseco    | El Toskano        | Patty Carr         |               |

     La voz Senior México
     Segundo finalista
     Tercer finalista
     Cuarto finalista
     Concursante eliminado en la final.
     Concursante eliminado en la semifinal.
     Concursante eliminado en los Knockouts.
     Concursante abandonó voluntariamente el concurso.